# Gilleråsen, Gävle kommun
Gilleråsen är en mindre by i Hedesunda socken, Gävle kommun.
Byn är känd i skriftliga källor från andra delen av 1700-talet. Områdesnamnet för trakten där Gilleråsen finns heter Bodarna, Hedesunda.